# Iophon radiatum
Iophon radiatum är en svampdjursart som beskrevs av Topsent 1901. Iophon radiatum ingår i släktet Iophon och familjen Acarnidae. Inga underarter finns listade i Catalogue of Life.